# Debbie Lee Carrington

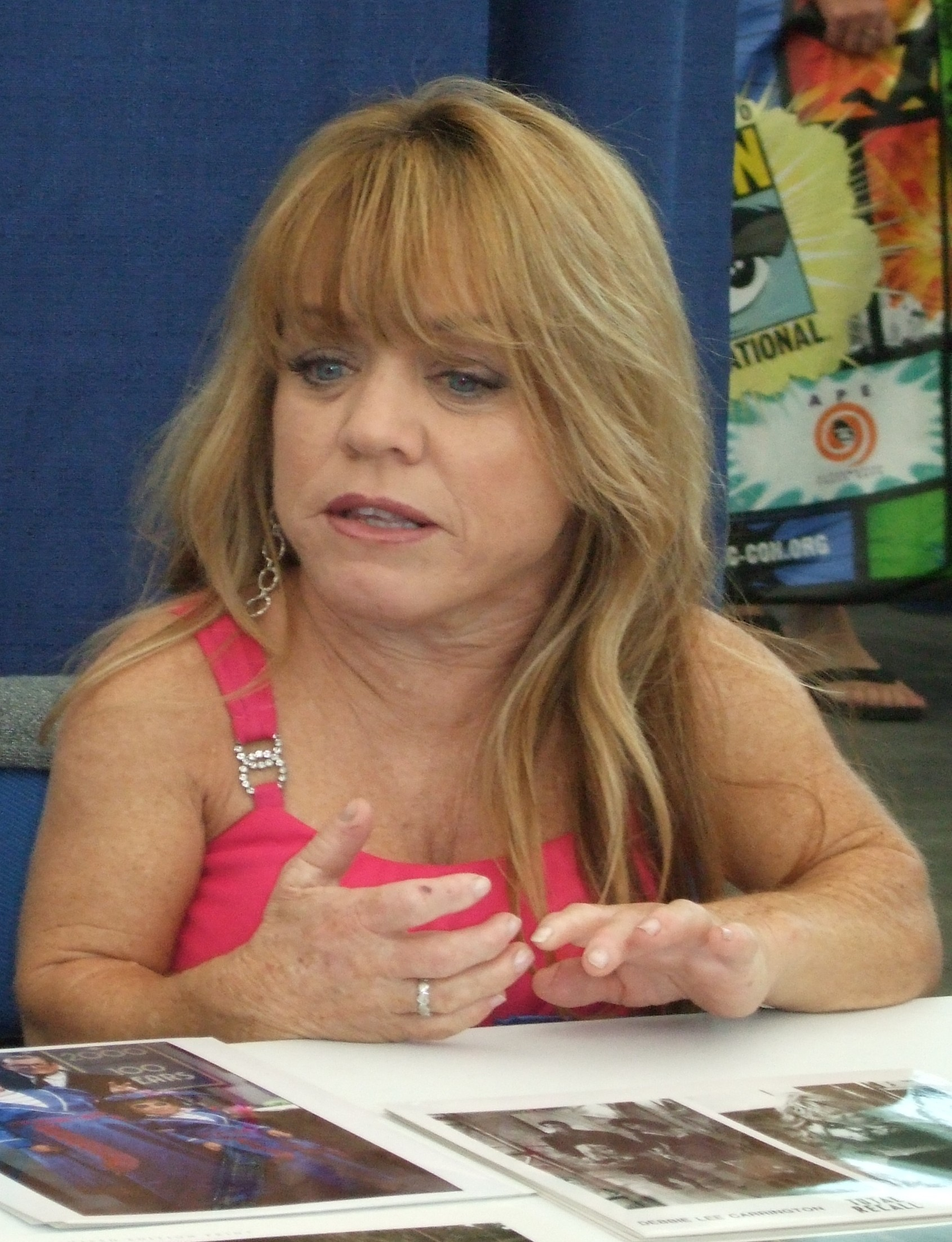
Debbie Lee Carrington, 2010

Deborah „Debbie“ Lee Carrington (* 14. Dezember 1959 in San José, Kalifornien; † 23. März 2018 in Pleasanton, Kalifornien) war eine US-amerikanische Schauspielerin und Stuntfrau.

## Leben
Carrington wuchs als Tochter eines Versicherungsmaklers und einer Grundschullehrerin auf und war in ihrer Kindheit wegen ihres Kleinwuchses regelmäßig zu Untersuchungen im Krankenhaus. Aufgrund dieser Erfahrungen studierte sie später Kinderpsychologie an der University of California, Davis. 1981 nahm sie an einem Casting für den Spielfilm Geheimauftrag Hollywood teil und erhielt eine kleine Rolle in der Komödie mit Chevy Chase und Carrie Fisher in den Hauptrollen. Für die Dreharbeiten unterbrach sie ihr Studium, nahm es danach wieder auf und schloss es ab. Danach wandte sie sich wieder der Schauspielerei zu. 1983 war sie als Ewok in Die Rückkehr der Jedi-Ritter zu sehen, ebenso wie in den beiden Fernsehfilmen Die Ewoks – Karawane der Tapferen und Kampf um Endor. Hierbei führte sie zudem erstmals Stunts aus. Mit Howard – Ein tierischer Held folgte eine weitere Produktion von George Lucas.
In vielen Filmen steckte sie in einer Ganzkörpermaske, darunter auch der Michael-Jackson-Kurzfilm Captain EO und Men in Black. In den 1990er Jahren begann sie sich dagegen zu wehren, nur unter Masken zu arbeiten. Ihre bekannteste Filmrolle spielte sie daraufhin 1990 im Arnold-Schwarzenegger-Actionfilm Die totale Erinnerung – Total Recall als Thumbelina, eine kleinwüchsige Prostituierte. Zudem absolvierte sie Gastauftritte in Fernsehserien wie Seinfeld, Bones – Die Knochenjägerin, Emergency Room – Die Notaufnahme und Dexter. Als Stuntfrau wirkte sie unter anderem in Batmans Rückkehr, Titanic und Van Helsing. Ihr schauspielerisches Schaffen umfasst mehr als 60 Produktionen. Als Stuntfrau war sie an fast 30 Produktionen beteiligt, zuletzt 2013 bei Curse of Chucky.
Sie setzte sich während ihrer Karriere in Hollywood für die Rechte von Kleinwüchsigen ein, nachdem sie selbst unter Vorurteilen gelitten hatte – unter anderem wurden ihre Beschwerden über zu hohe Temperaturen in ihrem Kostüm von einem Regisseur mit Hinweis auf ihre Kleinwüchsigkeit nicht ernst genommen. Sie setzte sich zudem dafür ein, dass von Kleinwüchsigen gespielte Rollen in Ganzkörperkostümen auch im Abspann genannt wurden. In späteren Jahren war sie zudem Aktivistin für Tierrechte.
Carrington starb 2018 im Alter von 58 Jahren in ihrem Elternhaus, nachdem sie nach Angabe ihrer Schwester bereits im Jahr zuvor unter gesundheitlichen Problemen gelitten hatte.

## Filmografie (Auswahl)

### Schauspiel
- 1983: Die Rückkehr der Jedi-Ritter (Return of the Jedi)
- 1984: Die Ewoks – Karawane der Tapferen (The Ewok Adventure)
- 1985: Kampf um Endor (Ewoks: The Battle for Endor)
- 1986: Howard – Ein tierischer Held (Howard the Duck)
- 1987: Bigfoot und die Hendersons (Harry and the Hendersons)
- 1990: Die totale Erinnerung – Total Recall (Total Recall)
- 1990: Fegefeuer der Eitelkeiten (The Bonfire of the Vanities)
- 1992: Batmans Rückkehr (Batman Returns)
- 1994: High Crusade – Frikassee im Weltraum (The High Crusade)
- 1997: Men in Black
- 1998: Mein großer Freund Joe (Mighty Joe Young)
- 2000: Der Flug der Rentiere (A Christmas Secret)
- 2003: Scary Movie 3
- 2004: Der Polarexpress (The Polar Express)

### Stunts
- 1994: Dumm und Dümmer (Dumb & Dumber)
- 1997: Spawn
- 1997: Titanic
- 2000: Die Prophezeiung (Bless the Child)
- 2004: Van Helsing
- 2013: Curse of Chucky